# Allgemeiner freier Angestelltenbund
Der Allgemeine freie Angestelltenbund (AfA-Bund) war ein 1921 gegründeter Zusammenschluss von verschiedenen sozialdemokratisch und linksliberal orientierten Gewerkschaften technischer und verwaltender Angestelltenberufe. Aber auch künstlerische Berufe waren hier organisiert. Er existierte in unterschiedlicher Stärke bis zu seiner Selbstauflösung zu Beginn der nationalsozialistischen Herrschaft.

## Geschichte und Entwicklung
Der AfA-Bund entstand aus der 1917 gegründeten Arbeitsgemeinschaft freier Angestellte-Verbände (AfA-Verbände). Die Gründung war ein Wendepunkt in der Geschichte der deutschen Angestellten. Vorher waren die meisten deutschen Angestelltenverbände ständisch orientiert, d. h., sie identifizierten sich mit ihren Arbeitgebern und mit ihrem Gewerbe. Die Arbeitgeber durften ex officio Mitglieder der Verbände werden, und die Verbände haben den Streik streng abgelehnt. Wegen der Verarmung der Angestellten während des Ersten Weltkriegs nahmen die Angestellten-Verbände immer mehr die Interessenvertretung ihrer Mitglieder in gewerkschaftlicher Form wahr, d. h., Arbeitgeber durften nicht mehr Mitglied sein, die Verbände haben des Öfteren zum Streik aufgerufen und die verschiedenen Verbände begannen zusammenzuarbeiten. Die Angestellten, die sich lange Zeit als „Privatbeamte“ verstanden hatten, waren während und nach dem Ersten Weltkrieg von den Problemen auf dem Arbeitsmarkt, der Inflation und teilweise dem Abbau bestimmter bisher geltender Privilegien betroffen. Für einige von ihnen gewann ihre Funktion als Arbeitnehmer Vorrang vor ständischen Gesichtspunkten. Dies war eine der Ursachen für eine (vorübergehende) Annäherung an die sozialistische Bewegung und ihre Organisationen.
Der Verband wurde am 3. Oktober 1921 auf dem 1. AfA-Gewerkschaftskongress in Düsseldorf als Nachfolgeorganisation der Arbeitsgemeinschaft freier Angestellten-Verbände gegründet. Zum AfA-Bund gehörten 1930:
- Zentralverband der Angestellten (ZdA), Berlin,
- Deutscher Werkmeister-Verband (DWV),
- Bund der technischen Angestellten und Beamten (Butab)[2],
- Polier-, Werk- und Schachtmeisterbund,
- Allgemeiner Verband der Deutschen Bankangestellten,
- Genossenschaft Deutscher Bühnenangehöriger,
- Internationale Artisten-Loge (IAL),
- Verband Deutscher Schiffsingenieure,
- Werkmeisterverband der Schuhindustrie,
- Deutscher Chorsängerverband und Tänzerbund,
- Deutscher Fördermaschinistenverband,
- Verband der Zuschneider, Zuschneiderinnen und Direktricen,
- Verband Deutscher Kapitäne und Steuerleute der Handelsschifffahrt und Hochseefischerei
- und der AfA-Bund Polnisch-Oberschlesien.

Vorsitzender des Bundes war von der Gründung bis zum Ende Siegfried Aufhäuser. Der Hauptvorstand hatte seinen Sitz in Berlin in der Oranienstraße.
Der AfA-Bund schloss 1921 ein Kooperationsabkommen mit dem ADGB ab. Allerdings behielt der Bund dabei seine Autonomie. Dabei bekannte er sich zu den freigewerkschaftlichen Grundsätzen. Man forderte den Vorrang der arbeitenden Menschen vor dem toten Besitz, die Aufhebung des arbeitslosen Renteneinkommens, Kontrolle der Warenerzeugung und -verteilung, Mitbestimmung der Arbeitnehmer und eine gemeinwirtschaftliche Organisation des Wirtschaftslebens. Langfristig sah der Bund im Sozialismus gegenüber dem Kapitalismus die überlegene Wirtschafts- und Gesellschaftsform. Im Gegensatz zu den Konkurrenzorganisationen lehnte der AfA-Bund eine Sonderrolle der Angestellten ab. Allerdings setzte sich diese Auffassung eher zögerlich durch. Dafür spricht auch, dass an Stelle des Branchenprinzips die Berufsorientierung die zentrale Organisationsgrundlage blieb. In der Führung des Bundes ging die Annäherung an die Arbeiterbewegung weiter. Auf dem dritten Kongress des AfA-Bundes im Jahr 1928 sprach Siegfried Aufhäuser sogar davon, dass die Angestellten Teil der Arbeiterklasse seien. Der AfA-Bund bekannte sich zum uneingeschränkten Koalitions- und damit zum Streikrecht, wenngleich Arbeitsniederlegungen von Angestellten in der Praxis kaum eine Rolle spielte. Insgesamt bemerkenswert ist, dass der AfA-Bund im Vergleich zum – zumindest latent – reformistischen ADGB von Anfang an stärker dem sozialistischen Gedankengut verpflichtet war.
Dem AfA-Bund gelang es, in den ersten Jahren eine vergleichsweise große Zahl von Angestellten zu organisieren. Waren 1912 erst 28.000 in freigewerkschaftlichen Angestelltenverbänden organisiert, gehörten dem AfA-Bund im Jahr 1920 fast 700.000 Mitglieder an, beim christlich-national orientierten Gesamtverband deutscher Angestelltengewerkschaften (GEDAG) waren es dagegen nur 460.000, und der den Liberalen nahestehende Gewerkschaftsbund der Angestellten (GDA) hatte bei seiner Gründung 1921 nur etwa 300.000 Mitglieder.
Während des Kapp-Putsches riefen der AfA-Bund, der ADGB und der Deutsche Beamtenbund (DBB) in einer gemeinsamen Erklärung zum Generalstreik gegen die Putschisten auf, und die Mitglieder beteiligten sich an den Arbeitsniederlegungen in der Privatwirtschaft und dem öffentlichen Dienst. Nach der Niederlage der Putschisten forderte der AfA-Bund zusammen mit den beiden anderen Organisationen einen stärkeren Einfluss der Arbeitnehmerorganisationen bei der Umgestaltung der Regierungen im Reich und in den Ländern sowie eine Neuregelung der wirtschafts- und sozialpolitischen Gesetzgebung. Hinzu kamen Forderungen nach der Reinigung der Verwaltungen von reaktionären Persönlichkeiten. Die Hoffnung auf einen Gewerkschaftsstaat erfüllte sich freilich nicht. Während der Ruhrbesetzung 1923 beteiligten sich auch die Mitglieder des AfA-Bundes am passiven Widerstand.
Vor allem infolge der Inflation und später dann der Weltwirtschaftskrise wandte sich ein beträchtlicher Teil der Angestellten vom sozialistisch orientierten AfA-Bund ab. 1924 hatte er nur noch etwa 450.000 Mitglieder. Deutlich geringer fiel die Schwächung des GEDAG (fast 400.000) und des GDA (260.000) Mitglieder aus. In den folgenden Jahren begann sich das Kräfteverhältnis noch stärker zu Ungunsten des AfA-Bundes zu verschieben. 1929 hatte er nach einigen Schwankungen erneut etwa 450.000 Mitglieder, die GEDAG aber fast 560.000 und der GDA 320.000. 1931 hatte der AfA-Bund noch 435.000, die GEDAG fast 600.000 und der GDA etwa 330.000 Mitglieder. Auf längere Sicht zeigte sich, dass der Status als Arbeitnehmer nicht ausreichte, um die Angestellten fest an die sozialistischen Gewerkschaften zu binden. Dabei wurden viele nicht nur von der Klassenkampfrhetorik abgeschreckt. Wichtiger noch waren angesichts der wirtschaftlichen Verwerfungen Statusängste. Dies führte dazu, dass die Unterschiede zwischen Arbeitern und Angestellten wieder betont wurden. Anstatt nach links, wie zu einem Teil nach der Novemberrevolution, orientierte sich je länger je mehr ein Großteil der Angestellten nach rechts ins antirepublikanische Lager.
Der AfA-Bund gehörte seit 1931 der Eisernen Front an, die als Gegengewicht zur Harzburger Front von Organisationen gegründet wurde, die den Sozialdemokraten nahestanden. Neben dem WTB-Plan des ADGB legte der AfA-Bund einen eigenen Plan vor, um die Weltwirtschaftskrise aktiv zu bekämpfen. Dabei setzten die Angestellten deutlich stärker auf planwirtschaftliche Maßnahmen als der ADGB. Im Jahr 1932 näherten sich diesen Positionen auch die Arbeitergewerkschaften an.
Aus Protest gegen die Annäherung des ADGB an die neuen nationalsozialistischen Machthaber legte Aufhäuser sein Amt als AfA-Vorsitzender am 28. März 1933 nieder. Der Bund selbst löste sich am 30. März, also kurz vor der Zerschlagung der freien Gewerkschaften, selbst auf.